# Passetto di Borgo

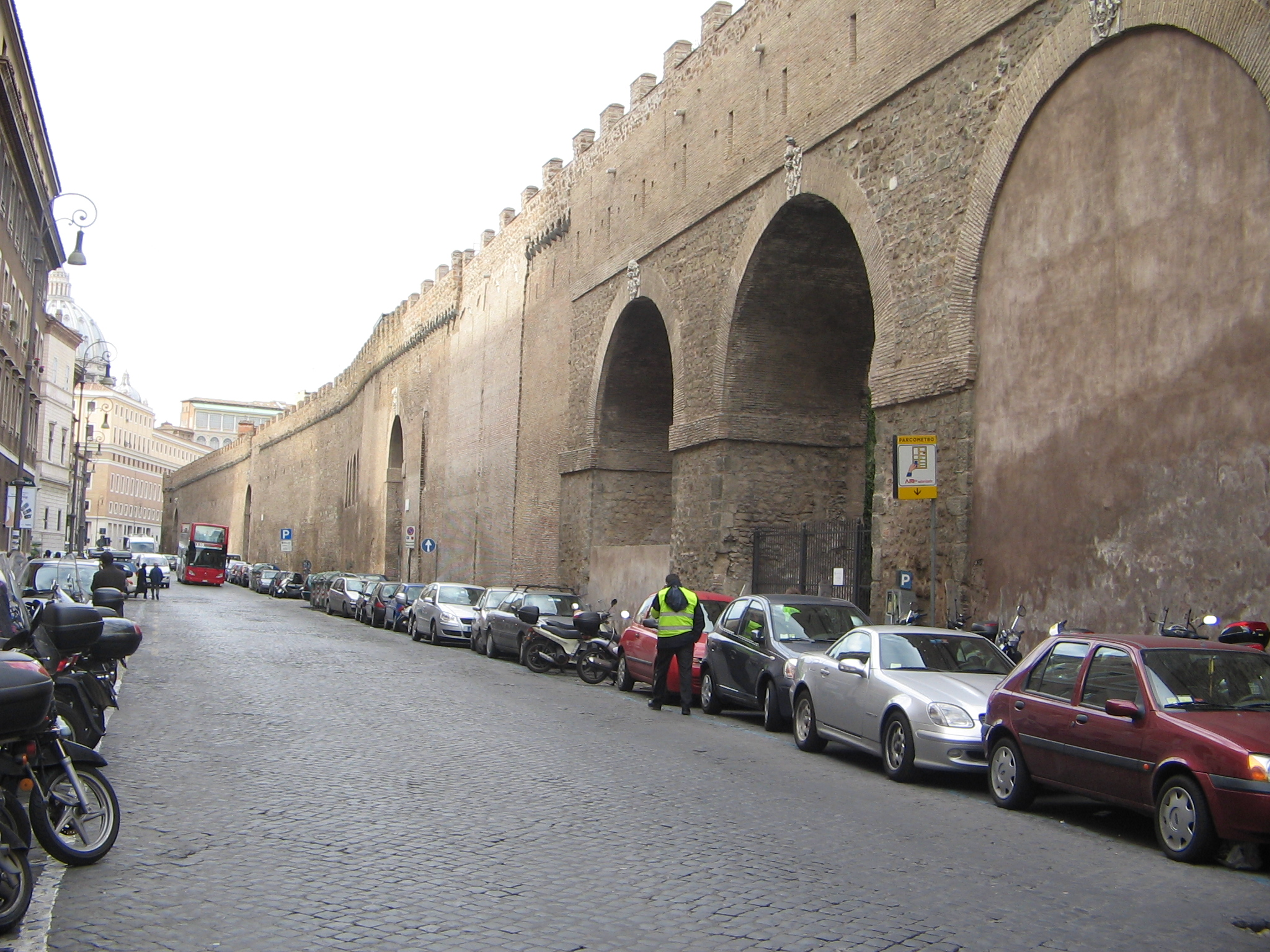
Passetto di Borgo.

Passetto di Borgo, eller bara Passetto, är en passage som länkar samman Vatikanen med borgen Castel Sant'Angelo. Det är en cirka 800 meter lång tunnel i en mur i stadsdelen Borgo i Rom. Den byggdes 1277 av påve Nicolaus III. Själva försvarsmuren uppfördes 852 av Leo IV.
Från utsidan ser det ut som en mur men på insidan är det en tunnel som påven kan fly genom om han blir hotad.
Påve Alexander VI använde den 1494, när Karl VIII av Frankrike invaderade staden. 
Clemens VII flydde till säkerhet genom passagen i samband med Roms skövling 1527. Nästan hela Schweizergardet blev massakrerade då de försvarade Vatikanen mot Karl V:s soldater. Målet var att ge påven tid att fly genom Passetto.